# Notropis scepticus
Notropis scepticus är en fiskart som först beskrevs av David Starr Jordan och Charles Henry Gilbert, 1883.  Notropis scepticus ingår i släktet Notropis och familjen karpfiskar. Inga underarter finns listade i Catalogue of Life.